# Урош Стаматовић
Урош Стаматовић (Ужичка Пожега, 9. новембар 1976) je српски фудбалски тренер и бивши фудбалер.

## Каријера

### Играчка каријера
Стаматовић је каријеру започео 1992. године у Првој лиги СР Југославије у ФК Борац Чачак. Током свог играња у највишем рангу земље играо је за Младост Лучани, Слобода Ужице и Хајдук Кула. Стаматовић је укупно одиграо преко 200 прволигашких утакмица и постигао преко 30 голова. Отишао је 2007. године у иностранство у Канаду да игра са Српским белим орловима у Канадској фудбалској лиги. Дебитовао је 17. јуна 2007. против екипе Троа Ривјер атак.
Са Српским белим орловима освојио је две титуле у Интернационалној дивизији и првенство Канаде 2008. године. Такође је наступио у финалу првенства 2009. против Троа Ривјер атак, али су Српски бели орлови поражени резултатом 3-2 после извођења пенала. Ставио је тачку на играчку каријеру 2011. године.

### Тренерска каријера
По одласку у пензију 2011. године, Стаматовић је постао помоћни тренер Српских белих орлова. Идуће године унапређен је у шефа стручног штаба. Поново је био помоћни тренер 2016. и поново је унапређен у шефа стручног штаба 2017. године. После једногодишње паузе, поново је водио Српске беле орлове од 2018. до 2021. године. После сезоне 2021. године када је Зоран Рајовић био шеф стручног штаба, Стаматовић је поново постао шеф стручног штаба 2022. године.